# ساران

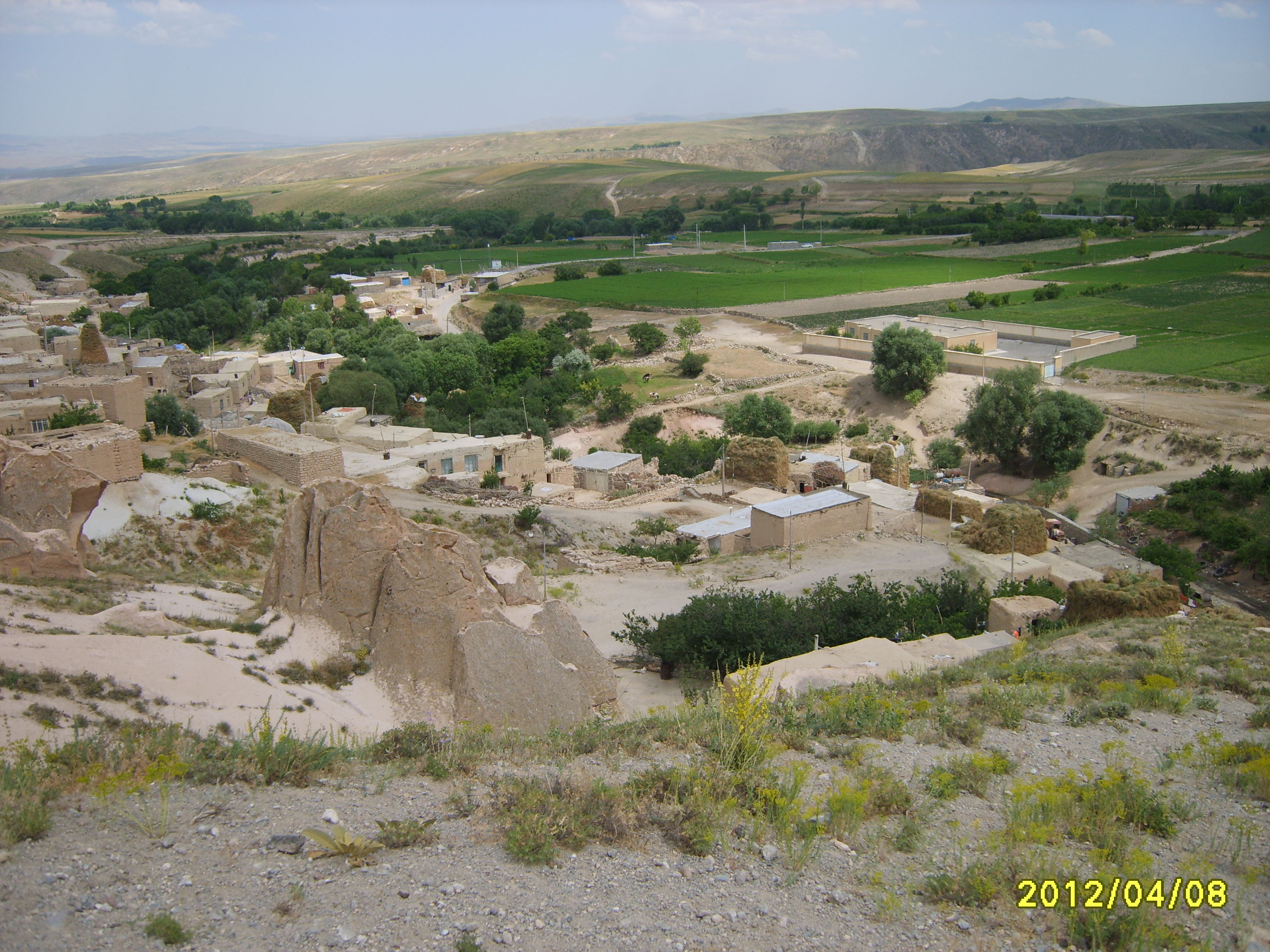
saran.azarbaycan.

ساران هي إحدى قرى إيران وهي تقع في محافظة أذربيجان الشرقية في بستان أباد قرب الناحية المركزية.

## مصدر
- درگاه ملی آمار
- امار واطلاعات قرية نسخة محفوظة 17 أغسطس 2011 على موقع واي باك مشين.
- قرية ایران

http://www.saran-iran.blogfa.com/ نسخة محفوظة 8 مارس 2012 على موقع واي باك مشين.